# Callitomis leucosoma
Callitomis leucosoma är en fjärilsart som beskrevs av Butler 1876. Callitomis leucosoma ingår i släktet Callitomis och familjen björnspinnare. Inga underarter finns listade i Catalogue of Life.